# Bernd Wilhelmi
Bernd Wilhelmi (* 6. Januar 1938 in Erfurt; † 8. Juli 2018 in Jena) war ein deutscher  Physiker und Rektor der Friedrich-Schiller-Universität Jena. Wilhelmi war inoffizieller Mitarbeiter der DDR-Staatssicherheit.

## Leben
Wilhelmi studierte Physik an der Universität Jena. Nach seiner Promotion 1966 und der Habilitation 1972 war er von 1973 bis 1989 Professor für Angewandte Physik an dieser Universität. Von 1983 bis 1987 war er Rektor der Universität Jena und von 1989 bis 1991 Direktor des Zentralinstituts für Optik und Spektroskopie der Akademie der Wissenschaften der DDR. Ab 1992 war er Projektmanager bei Jenoptik.
Wilhelmi publizierte zahlreiche Arbeiten auf den Gebieten Quantenelektronik, Nichtlineare Optik und Ultrakurzzeit-Spektroskopie, darunter auch verbreitete Monographien und Lehrbücher. Sein besonderes Interesse galt der industriellen Anwendung von nichtlinearer Optik und Lasern.
1985 wurde er korrespondierendes und 1988 ordentliches Mitglied der Akademie der Wissenschaften der DDR. Seit 1987 war er Mitglied der Leopoldina. Der Sächsischen Akademie der Wissenschaften gehörte er ab 1988 als ordentliches und von 1989 bis 1994 als korrespondierendes Mitglied an.
1981 erhielt er den Nationalpreis der DDR II. Klasse für Wissenschaft und Technik. 1989 wurde er mit dem Titel Verdienter Hochschullehrer der DDR ausgezeichnet.
Wilhelmi war inoffizieller Mitarbeiter des Ministeriums für Staatssicherheit (Deckname: Helmut Müller). Wegen „vorbehaltloser Unterstützung“ der Staatssicherheit erhielt er 1988 auf Befehl von Stasi-Chef Erich Mielke die Verdienstmedaille der Nationalen Volksarmee in Gold. Wilhelmi hatte über Professorenkollegen berichtet und über bei Westreisen erhaltene Einblicke in Laserlabors.
Er war seit 1993 Mitglied der Leibniz-Sozietät der Wissenschaften zu Berlin.

## Schriften
- mit Max Schubert: Einführung in die nichtlineare Optik, 2 Bände, Leipzig: Teubner,  Band 1: Klassische Beschreibung, 1971, Band 2: Quantenphysikalische Beschreibung, 1978
- mit Max Schubert: Nonlinear Optics and Quantum Electronics, Wiley 1986
- mit Joachim Herrmann: Laser für ultrakurze Lichtimpulse: Grundlagen und Anwendungen, Physik-Verlag 1984
  - Englische Ausgabe: Lasers for ultrashort light pulses, North Holland 1987
- mit Wolfgang Rudolph: Light pulse compression, Harwood Academic Publ. 1989